# Menesida testaceipennis
Menesida testaceipennis är en skalbaggsart som först beskrevs av Maurice Pic 1922.  Menesida testaceipennis ingår i släktet Menesida och familjen långhorningar. Inga underarter finns listade i Catalogue of Life.